# Olympische Sommerspiele 2024/Teilnehmer (Dominikanische Republik)
| Gelbes Symbol für Goldmedaillen mit stilisierten Olympischen Ringen | Graues Symbol für Silbermedaillen mit stilisierten Olympischen Ringen | Braundes Symbol für Bronzemedaillen mit stilisierten Olympischen Ringen |
| ------------------------------------------------------------------- | --------------------------------------------------------------------- | ----------------------------------------------------------------------- |
| 1                                                                   | —                                                                     | 2                                                                       |

Die Dominikanische Republik nahm an den Olympischen Spielen 2024 vom 26. Juli bis zum 11. August 2024 in Paris teil. Es war die insgesamt 16. Teilnahme an Olympischen Sommerspielen.

## Teilnehmer nach Sportarten

### Boxen
Als erster Boxer seines Landes konnte sich Yunior Alcántara bei den Panamerikanischen Spielen 2023 für die Spiele in Paris qualifizieren. Beim ersten internationalen Qualifikationsturnier gelang dies Cristian Pinales und beim zweiten internationalen Qualifikationsturnier auch Maria Moronta.
| Athleten         | Wettbewerb       | 1. Runde    | 1. Runde | Achtelfinale      | Achtelfinale  | Viertelfinale     | Viertelfinale | Halbfinale    | Halbfinale    | Finale        | Finale        | Rang   |
| Athleten         | Wettbewerb       | Gegner      | Ergebnis | Gegner            | Ergebnis      | Gegner            | Ergebnis      | Gegner        | Ergebnis      | Gegner        | Ergebnis      | Rang   |
| ---------------- | ---------------- | ----------- | -------- | ----------------- | ------------- | ----------------- | ------------- | ------------- | ------------- | ------------- | ------------- | ------ |
| Frauen           |                  |             |          |                   |               |                   |               |               |               |               |               |        |
| María Moronta    | Klasse bis 66 kg | Chen N.-c.  | 1:4      | ausgeschieden     | ausgeschieden | ausgeschieden     | ausgeschieden | ausgeschieden | ausgeschieden | ausgeschieden | ausgeschieden | 17     |
| Männer           |                  |             |          |                   |               |                   |               |               |               |               |               |        |
| Yunior Alcántara | Klasse bis 51 kg | Freilos     | Freilos  | N. Hüseynov       | 5:0           | R. Lozano Serrano | 3:2           | B. Bennama    | 0:5           | ausgeschieden | ausgeschieden | Bronze |
| Cristian Pinales | Klasse bis 80 kg | W. Jongjoho | 5:0      | Tuohetaerbieke T. | 5:0           | G. Veočić         | 5:0           | N. Oralbai    | 2:3           | ausgeschieden | ausgeschieden | Bronze |

### Fußball
Über die CONCACAF U-20 Championship 2022 qualifizierten sich die dominikanischen Männer erstmals für ein olympisches Turnier.
| Wettbewerb      | Männer (Spiele/Tore) |
| --------------- | --- |
| Athleten        | Edison Azcona (2/0) Josué Báez (3/0) Enrique Bösl (1/0) Omar de la Cruz (3/0) José de León (3/0) Luiyi de Lucas (3/0) Peter González (3/0) Nelson Lemaire (3/0) Nowend Lorenzo (3/0) Fabian Messina (1/0) Ángel Montes de Oca (2/1) Heinz Mörschel (3/0) Rafael Núñez (3/1) Edgar Pujol (3/0) Francisco Reyes Marizan (3/0) Joao Urbáez (3/0) Óscar Ureña (3/0) Xavier Valdez (2/0) |
| Trainer         | Ibai Gómez |
| P-Akkreditierte | Thomas Jungbauer (1/0) Anthony Núñez |
| Gruppenphase    | Ägypten (0:0) Spanien (1:3) Usbekistan (1:1) |
| Viertelfinale   | ausgeschieden |
| Halbfinale      | ausgeschieden |
| Finale          | ausgeschieden |
| Rang            | 12 |

### Gewichtheben
Über die olympische Qualifikationsrangliste der IWF konnten sich drei dominikanische Gewichtheberinnen qualifizieren.
| Athleten         | Wettbewerb        | Reißen  | Reißen | Stoßen  | Stoßen | Zweikampf | Zweikampf | Rang |
| Athleten         | Wettbewerb        | Gewicht | Rang   | Gewicht | Rang   | Gewicht   | Rang      | Rang |
| ---------------- | ----------------- | ------- | ------ | ------- | ------ | --------- | --------- | ---- |
| Frauen           |                   |         |        |         |        |           |           |      |
| Beatriz Pirón    | Klasse bis 49 kg  | 85 kg   | 6      | 107 kg  | 7      | 192 kg    | 7         | 7    |
| Yudelina Mejía   | Klasse bis 81 kg  | 111 kg  | 5      | 145 kg  | 3      | 256 kg    | 5         | 5    |
| Crismery Santana | Klasse über 81 kg | 118 kg  | 7      | 140 kg  | 11     | 258 kg    | 9         | 9    |

### Judo
Über die IJF-Weltrangliste konnte sich ein dominikanischer Judoka im Mittelgewicht der Männer qualifizieren.
| Athleten          | Wettbewerb        | 1. Runde          | 1. Runde | 2. Runde      | 2. Runde      | Achtelfinale  | Achtelfinale  | Viertelfinale | Viertelfinale | Halbfinale / Trostrunde | Halbfinale / Trostrunde | Finale / Platz 3 | Finale / Platz 3 | Rang |
| Athleten          | Wettbewerb        | Gegner            | Ergebnis | Gegner        | Ergebnis      | Gegner        | Ergebnis      | Gegner        | Ergebnis      | Gegner                  | Ergebnis                | Gegner           | Ergebnis         | Rang |
| ----------------- | ----------------- | ----------------- | -------- | ------------- | ------------- | ------------- | ------------- | ------------- | ------------- | ----------------------- | ----------------------- | ---------------- | ---------------- | ---- |
| Frauen            |                   |                   |          |               |               |               |               |               |               |                         |                         |                  |                  |      |
| Moira Morillo     | Klasse über 78 kg | M. Barbari Zharfi | 10:0     | Kim H.-y.     | 0:10          | ausgeschieden | ausgeschieden | ausgeschieden | ausgeschieden | ausgeschieden           | ausgeschieden           | ausgeschieden    | ausgeschieden    | 9    |
| Männer            |                   |                   |          |               |               |               |               |               |               |                         |                         |                  |                  |      |
| Robert Florentino | Klasse bis 90 kg  | T. Tselidis       | 0:10     | ausgeschieden | ausgeschieden | ausgeschieden | ausgeschieden | ausgeschieden | ausgeschieden | ausgeschieden           | ausgeschieden           | ausgeschieden    | ausgeschieden    | 17   |

### Leichtathletik
Zwei dominikanische Leichtathleten haben die Olympianormen des Weltverbandes erreicht. Zudem konnte sich bei den World Athletics Relays 2024 die 4 × 400-m-Mixed-Staffel des Landes für die Spiele qualifizieren.
Laufen und Gehen
| Athleten                                               | Wettbewerb   | Vorlauf     | Vorlauf | Hoffnungslauf | Hoffnungslauf | Halbfinale    | Halbfinale    | Finale        | Finale        | Rang          |
| Athleten                                               | Wettbewerb   | Zeit        | Rang    | Zeit          | Rang          | Zeit          | Rang          | Zeit          | Rang          | Rang          |
| ------------------------------------------------------ | ------------ | ----------- | ------- | ------------- | ------------- | ------------- | ------------- | ------------- | ------------- | ------------- |
| Frauen                                                 |              |             |         |               |               |               |               |               |               |               |
| Marileidy Paulino                                      | 400 m        | 49,42 s     | 1       | ―             | ―             | 49,21 s       | 2             | 48,17 s       | 1             | Gold          |
| Männer                                                 |              |             |         |               |               |               |               |               |               |               |
| José González                                          | 100 m        | 10,40 s     | 8       | ausgeschieden | ausgeschieden | ausgeschieden | ausgeschieden | ausgeschieden | ausgeschieden | ausgeschieden |
| Alexander Ogando                                       | 200 m        | 20,04 s     | 3       | ―             | ―             | 20,09 s       | 4             | 20,02 s       | 5             | 5             |
| Alexander Ogando                                       | 400 m        | 45,11 s     | 5       | DNS           | DNS           | ausgeschieden | ausgeschieden | ausgeschieden | ausgeschieden | ausgeschieden |
| Yeral Núñez                                            | 400 m Hürden | 48,67 s     | 4       | 53,68 s       | 5             | ausgeschieden | ausgeschieden | ausgeschieden | ausgeschieden | ausgeschieden |
| Mixed                                                  |              |             |         |               |               |               |               |               |               |               |
| Milagros Durán Robert King Anabel Medina Érick Sánchez | 4 × 400 m    | 3:18,39 min | 8       | —             | —             | —             | —             | ausgeschieden | ausgeschieden | ausgeschieden |

### Reiten
Über die regionale Rangliste der Gruppe D/E (Amerika) erhielt die Dominikanische Republik einen Startplatz im Dressurreiten.

#### Dressurreiten
| Athleten              | Wettbewerb | Prozent / Punkte           | Prozent / Punkte | Prozent / Punkte | Rang |
| Athleten              | Wettbewerb | Grand Prix (Qualifikation) | GP Spécial       | GP Kür           | Rang |
| --------------------- | ---------- | -------------------------- | ---------------- | ---------------- | ---- |
| Yvonne Losos de Muñiz | Einzel     | 61,211                     | —                | ausgeschieden    | 57   |

### Ringen
Beim amerikanischen Qualifikationsturnier in Acapulco konnte ein Quotenplatz in der Klasse bis 97 kg (Freistil) der Männer gewonnen werden.

#### Freier Stil
Legende: G = Gewonnen, V = Verloren, S = Schultersieg
| Athleten        | Wettbewerb       | Achtelfinale | Achtelfinale | Viertelfinale | Viertelfinale | Halbfinale    | Halbfinale    | Hoffnungsrunde Halbfinale | Hoffnungsrunde Halbfinale | Hoffnungsrunde Finale | Hoffnungsrunde Finale | Finale        | Finale        | Rang |
| Athleten        | Wettbewerb       | Gegner       | Ergebnis     | Gegner        | Ergebnis      | Gegner        | Ergebnis      | Gegner                    | Ergebnis                  | Gegner                | Ergebnis              | Gegner        | Ergebnis      | Rang |
| --------------- | ---------------- | ------------ | ------------ | ------------- | ------------- | ------------- | ------------- | ------------------------- | ------------------------- | --------------------- | --------------------- | ------------- | ------------- | ---- |
| Männer          |                  |              |              |               |               |               |               |                           |                           |                       |                       |               |               |      |
| Luis Pérez Sosa | Klasse bis 97 kg | M. Magomedow | V 0:9        | ausgeschieden | ausgeschieden | ausgeschieden | ausgeschieden | ausgeschieden             | ausgeschieden             | ausgeschieden         | ausgeschieden         | ausgeschieden | ausgeschieden | 16   |

### Schießen
Bei den Amerikameisterschaften 2024 im heimischen Santo Domingo konnte ein Quotenplatz im Trap der Männer gewonnen werden.
| Athleten        | Wettbewerb | Qualifikation   | Qualifikation | Finale          | Finale        |
| Athleten        | Wettbewerb | Ringe/ Scheiben | Rang          | Ringe/ Scheiben | Rang          |
| --------------- | ---------- | --------------- | ------------- | --------------- | ------------- |
| Männer          |            |                 |               |                 |               |
| Eduardo Lorenzo | Trap       | 119             | 20            | ausgeschieden   | ausgeschieden |

### Schwimmen
| Athleten          | Wettbewerb     | Vorlauf     | Vorlauf | Halbfinale    | Halbfinale    | Finale        | Finale        | Rang |
| Athleten          | Wettbewerb     | Zeit        | Rang    | Zeit          | Rang          | Zeit          | Rang          | Rang |
| ----------------- | -------------- | ----------- | ------- | ------------- | ------------- | ------------- | ------------- | ---- |
| Frauen            |                |             |         |               |               |               |               |      |
| Elizabeth Jiménez | 100 m Rücken   | 1:04,99 min | 33      | ausgeschieden | ausgeschieden | ausgeschieden | ausgeschieden | 33   |
| Männer            |                |             |         |               |               |               |               |      |
| Javier Núñez      | 100 m Freistil | 51,55 s     | 57      | ausgeschieden | ausgeschieden | ausgeschieden | ausgeschieden | 57   |

### Taekwondo
Beim amerikanischen Qualifikationsturnier im heimischen Santo Domingo konnten sich zwei Sportler des Landes im Taekwondo für die Olympischen Spiele qualifizieren.
| Athleten          | Wettbewerb       | Achtelfinale | Achtelfinale | Viertelfinale | Viertelfinale | Hoffnungsrunde Halbfinale | Hoffnungsrunde Halbfinale | Halbfinale    | Halbfinale    | Hoffnungsrunde Finale | Hoffnungsrunde Finale | Finale        | Finale        | Rang |
| Athleten          | Wettbewerb       | Gegner       | Ergebnis     | Gegner        | Ergebnis      | Gegner                    | Ergebnis                  | Gegner        | Ergebnis      | Gegner                | Ergebnis              | Gegner        | Ergebnis      | Rang |
| ----------------- | ---------------- | ------------ | ------------ | ------------- | ------------- | ------------------------- | ------------------------- | ------------- | ------------- | --------------------- | --------------------- | ------------- | ------------- | ---- |
| Frauen            |                  |              |              |               |               |                           |                           |               |               |                       |                       |               |               |      |
| Madelyn Rodríguez | Klasse bis 67 kg | S. Chaâri    | 0:2          | ausgeschieden | ausgeschieden | ausgeschieden             | ausgeschieden             | ausgeschieden | ausgeschieden | ausgeschieden         | ausgeschieden         | ausgeschieden | ausgeschieden | 11   |
| Männer            |                  |              |              |               |               |                           |                           |               |               |                       |                       |               |               |      |
| Bernardo Pié      | Klasse bis 68 kg | M. Golubić   | 0:2          | ausgeschieden | ausgeschieden | ausgeschieden             | ausgeschieden             | ausgeschieden | ausgeschieden | ausgeschieden         | ausgeschieden         | ausgeschieden | ausgeschieden | 11   |

### Turnen
Über die Panamerikanischen Spiele 2023 qualifizierte sich Audrys Nin Reyes für den Mehrkampf der Männer.

#### Gerätturnen
| Athleten         | Wettbewerb | Qualifikation | Qualifikation | Finale        | Finale        | Rang          |
| Athleten         | Wettbewerb | Punkte        | Rang          | Punkte        | Rang          | Rang          |
| ---------------- | ---------- | ------------- | ------------- | ------------- | ------------- | ------------- |
| Männer           |            |               |               |               |               |               |
| Audrys Nin Reyes | Reck       | 11,400        | 66            | ausgeschieden | ausgeschieden | ausgeschieden |
| Audrys Nin Reyes | Sprung     | 13,983        | 16            | ausgeschieden | ausgeschieden | ausgeschieden |

### Volleyball
Durch ihren Sieg beim Qualifikationsturnier in Ningbo qualifizierten sich die dominikanischen Frauen für das olympische Turnier.
| Wettbewerb      | Frauen |
| --------------- | --- |
| Athleten        | Cándida Arias Brenda Castillo Bethania de la Cruz Lisvel Eve Gaila González Madeline Guillén Niverka Marte Brayelin Martínez Jineiry Martínez Yonkaira Peña Ariana Rodríguez Alondra Tapia |
| P-Akkreditierte | Geraldine González |
| Trainer         | Marcos Kwiek |
| Gruppenphase    | Italien 1:3 (19:25, 26:24, 21:25, 18:25) Türkei 1:3 (25:21, 18:25, 22:25, 15:25) Niederlande 3:1 (22:25, 25:21, 25:17, 28:26)                                                              |
| Viertelfinale   | Brasilien 0:3 (22:25, 13:25, 17:25) |
| Halbfinale      | ausgeschieden |
| Finale          | ausgeschieden |
| Rang            | 8 |

### Wasserspringen
Über die Neuverteilung von Quotenplätzen erhielt die Dominikanische Republik drei Startplätze im Wasserspringen.
| Athleten           | Wettbewerb        | Vorkampf | Vorkampf | Halbfinale    | Halbfinale    | Finale        | Finale        | Rang |
| Athleten           | Wettbewerb        | Punkte   | Rang     | Punkte        | Rang          | Punkte        | Rang          | Rang |
| ------------------ | ----------------- | -------- | -------- | ------------- | ------------- | ------------- | ------------- | ---- |
| Frauen             |                   |          |          |               |               |               |               |      |
| Victoria Garza     | Turmspringen 10 m | 226,80   | 27       | ausgeschieden | ausgeschieden | ausgeschieden | ausgeschieden | 27   |
| Männer             |                   |          |          |               |               |               |               |      |
| Jonathan Ruvalcaba | Kunstspringen 3 m | 363,15   | 18       | 416,20        | 12            | 393,65        | 9             | 9    |
| Frandiel Gómez     | Kunstspringen 3 m | 317,40   | 23       | ausgeschieden | ausgeschieden | ausgeschieden | ausgeschieden | 23   |